# Michael Bazynski
Michael Bazynski (Bochum, RFA, 12 de octubre de 1958) es un deportista alemán que compitió para la RFA en judo. Ganó una medalla de plata en el Campeonato Europeo de Judo de 1985 en la categoría de –86 kg.

## Palmarés internacional
| Campeonato Europeo | Campeonato Europeo | Campeonato Europeo | Campeonato Europeo |
| Año                | Lugar              | Medalla            | Categoría          |
| ------------------ | ------------------ | ------------------ | ------------------ |
| 1985               | Hamar (Noruega)    | Medalla de plata   | –86 kg             |